# ウィンザー郡 (バーモント州)
ウィンザー郡（英: Windsor County）は、アメリカ合衆国バーモント州の南東部に位置する郡である。人口は5万7753人（2020年）。郡庁所在地はウッドストックであり、同郡で人口最大の都市はハートフォードである。
ウィンザー郡はニューハンプシャー州にも跨るレバノン都市圏に属している。

## 地理
アメリカ合衆国国勢調査局に拠れば、郡域全面積は976平方マイル (2,530 km2)であり、このうち陸地971平方マイル (2,510 km2)、水域は5平方マイル (13 km2)で水域率は0.49%である。

### 交通
2009年にアメリカ合衆国運輸省が計測した郡内幹線道の延長は113.6マイル (182.8 km) あり、州内では最も長かった。
 アメリカ国道4号線には自動車専用道路の感覚があり、運転者は速度を上げがちである。その結果、ウィンザー郡保安官部は2007年に2,452枚の交通違反切符を切った。

### 隣接する郡
- オレンジ郡 - 北
- グラフトン郡 (ニューハンプシャー州) - 北東
- サリバン郡 (ニューハンプシャー州) - 東
- ウィンダム郡 - 南
- ベニントン郡 - 南西
- ラトランド郡 - 西
- アディソン郡 - 北西

### 国立保護地域
- グリーン山地国立の森（部分）
- マーシュ・ビリングス・ロックフェラー国立歴史公園
- ホワイトロックス国立レクリエーション地域（部分）

## 人口動態
以下は2000年国勢調査による人口統計データである。
| 基礎データ - 人口: 57,418 人 - 世帯数: 24,162 世帯 - 家族数: 15,729 家族 - 人口密度: 23人/km2（59人/mi2） - 住居数: 31,621 軒 - 住居密度: 13軒/km2（33軒/mi2） 人種別人口構成 - 白人: 97.72% - アフリカン・アメリカン: 0.33% - ネイティブ・アメリカン: 0.23% - アジア人: 0.63% - 太平洋諸島系: 0.03% - その他の人種: 0.15% - 混血: 0.91% - ヒスパニック・ラテン系: 0.82% 先祖による構成 - イギリス系：20.1% - アイルランド系：12.9% - アメリカ人：10.9% - フランス系：9.9% - ドイツ系：7.7% - フランス系カナダ人：6.7% - イタリア系：5.5% 言語による構成 - 英語：96.4% - フランス語：1.5% | 年齢別人口構成 - 18歳未満: 23.3% - 18-24歳: 5.9% - 25-44歳: 27.3% - 45-64歳: 27.6% - 65歳以上: 15.8% - 年齢の中央値: 41歳（2007年の推計では44.7歳） - 性比（女性100人あたり男性の人口） - 総人口: 94.8 - 18歳以上: 92.1 世帯と家族（対世帯数） - 18歳未満の子供がいる: 29.2% - 結婚・同居している夫婦: 52.7% - 未婚・離婚・死別女性が世帯主: 9.0% - 非家族世帯: 34.9% - 単身世帯: 28.1% - 65歳以上の老人1人暮らし: 11.1% - 平均構成人数 - 世帯: 2.35人 - 家族: 2.86人 収入と家計 - 収入の中央値 - 世帯: 40,688米ドル - 家族: 59,002米ドル - 性別 - 男性: 42,648米ドル - 女性: 25,696米ドル - 人口1人あたり収入: 22,369米ドル - 貧困線以下 - 対人口: 5.7% - 対家族数: 3.2% - 18歳未満: 7.5% - 65歳以上: 7.6% |

## 政治
| 年     | 民主党       | 共和党       |
| ------ | ------------ | ------------ |
| 2012年 | 67.9% 19,494 | 30% 8,598    |
| 2008年 | 68.8% 21,444 | 29.1% 9,084  |
| 2004年 | 60.3% 18,561 | 37.4% 11,491 |
| 2000年 | 51.9% 15,140 | 40.2% 11,713 |

## 都市と町
村は統計上の区分だが、それが属する町と別の政体ではない。
| - アンドーバー町 - ボルティモア町 - バーナード町 - ベセル町 - ブリッジウォーター町 - キャベンディッシュ町 - チェスター町 - チェスターデポ - ハートフォード町 - ホワイトリバージャンクション - ワイルダー - ハートランド町 - ラドロウ町 - ラドロウ村 - ノーウィッチ町 - プリマス町 | - ポンフレット町 - レディング町 - ロチェスター町 - ロイアルトン町 - シャロン町 - スプリングフィールド町 - ストックブリッジ町 - ウェザーズフィールド町 - パーキンスビル - ウェストウィンザー町 - ウェストン町 - ウィンザー町 - ウッドストック - 郡庁所在地 - ウッドストック村 |